# Серро Сомбреро
Серро Сомбреро — село на півдні Чилі. Розташоване в комуні Прімавера регіону Магалланес, в північній частині Вогняної Землі (приблизно за 125 км від Порвеніра). За переписом населення 2002 року у ньому проживали 687 осіб.
Село розташоване біля невеликого пагорба, від якого і отримало назву. Засноване в 1958 році як житловий і сервісний центр для національної нафтової компанії на Вогняній Землі, з більш ніж 150 будинками, тренажерним залом, басейном, боулінгом, ботанічним садом, кінотеатром, церквою, лікарнею, складами, супермаркетом, рестораном, житлом та заправкою, а також офіси ENAP. Це поселення є природною точкою входу в чилійсько-аргентинську зону Вогняної Землі. Неподалік знаходиться Байя-Ломас з місцями гніздування різноманітних видів берегових птахів, як  тутешніх, так і мігруючих. Поряд знаходиться аеропорт Франко Б'янко.
Серро-Сомбреро має типовий для Патагонії холодний степовий клімат з малою річною кількістю опадів, що коливається від мінімуму в 250 мм, дедалі більше біля південно-західного узбережжя (бухта Феліпе) і досягає 400 мм на східному атлантичному узбережжі.